# Fédération britannique de basket-ball
La Fédération britannique de basket-ball, (British Basketball Federation) est une association, fondée en 2005, chargée d'organiser, de diriger et de développer le basket-ball en Grande-Bretagne.
La Fédération représente le basket-ball auprès des pouvoirs publics ainsi qu'auprès des organismes sportifs nationaux et internationaux et, à ce titre, la Grande-Bretagne dans les compétitions internationales. Elle défend également les intérêts moraux et matériels du basket-ball britannique. Elle est affiliée à la FIBA depuis 2005, ainsi qu'à la FIBA Europe.

## Historique
La Fédération britannique et irlandaise de basket-ball (British & Irish Basketball Federation) (BIBF) est créée en 1960. En 2004, l'Irlande quitte la BIBF. En octobre 2004, la BIBF change son nom en Great Britain Basketball.
En 2006, la fédération britannique de basket-ball est formée par les fédérations d'Angleterre, d'Écosse et du Pays de Galles. 